# Jürgen-Christian Früchte
Jürgen-Christian Früchte (* 25. Juni 1919 in Lüneburg; † 9. Januar 1958 in Hamburg) war ein deutscher Landwirt, Kaufmann und Politiker (DP/DRP).
Früchte wurde zum Landrat gewählt. Als Nachfolger für Ernst August Farke wurde er Mitglied des Niedersächsischen Landtages in der ersten Wahlperiode vom 28. Dezember 1949 bis 1951. Ferner war er gewähltes Mitglied der zweiten Wahlperiode bis zum 16. Dezember 1952. Sein Nachfolger wurde Wilhelm Schüler. Früchte gehörte der DP-Fraktion bis zum 21. Dezember 1950 an, war dann bis zum 5. April 1951 fraktionslos und gehörte vom 6. April 1951 bis zum 12. September 1951 der DRP an, bevor er erneut am 16. Dezember 1952 aus dem Landtag ausschied.